# Muehlenbeckia diclina
Muehlenbeckia diclina är en slideväxtart som först beskrevs av Ferdinand von Mueller, och fick sitt nu gällande namn av F. Mueller.. Muehlenbeckia diclina ingår i släktet sliderankor, och familjen slideväxter. Inga underarter finns listade i Catalogue of Life.